# Cenophengus magnus
Cenophengus magnus är en skalbaggsart som beskrevs av Juan A. Zaragoza 1988. Cenophengus magnus ingår i släktet Cenophengus och familjen Phengodidae. Inga underarter finns listade i Catalogue of Life.